# Domus (warenhuis)

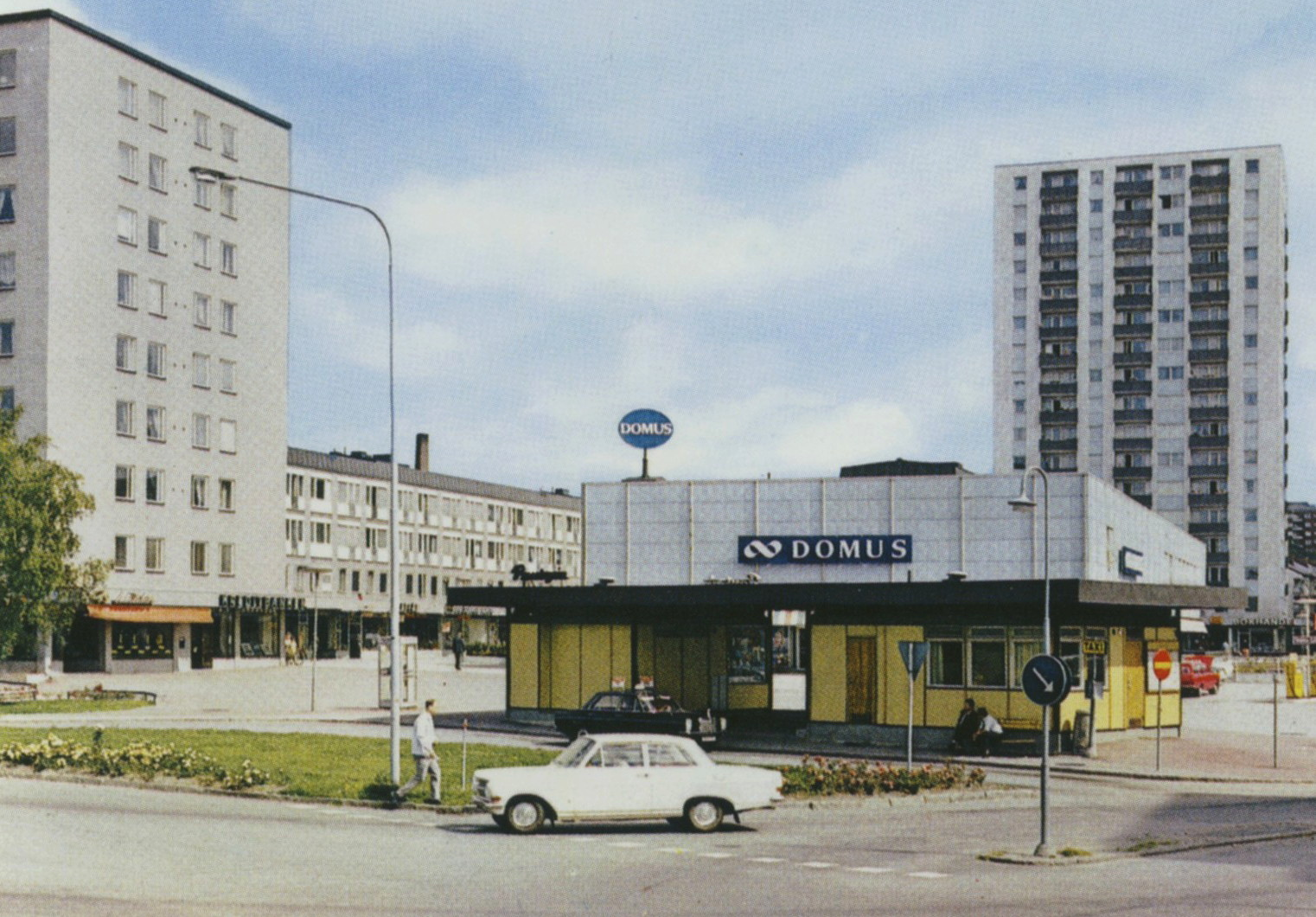
Domus in het centrum van Huddinge, jaren 1960.

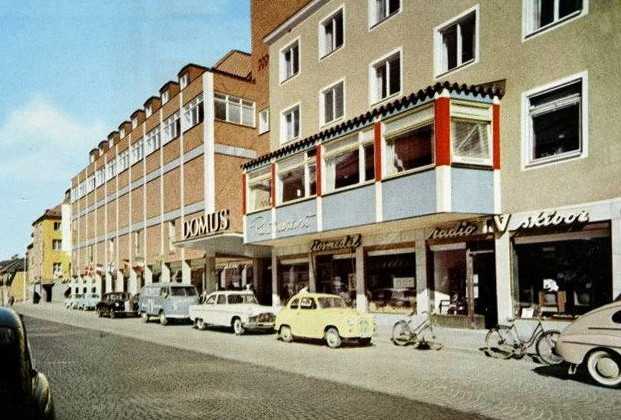
Domus in Ludvika, jaren 1960.

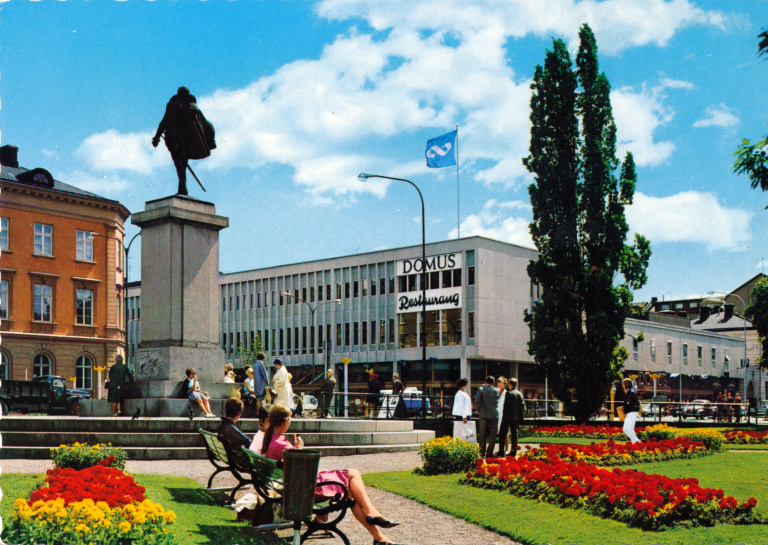
Domus in Karlstad, jaren 1960.

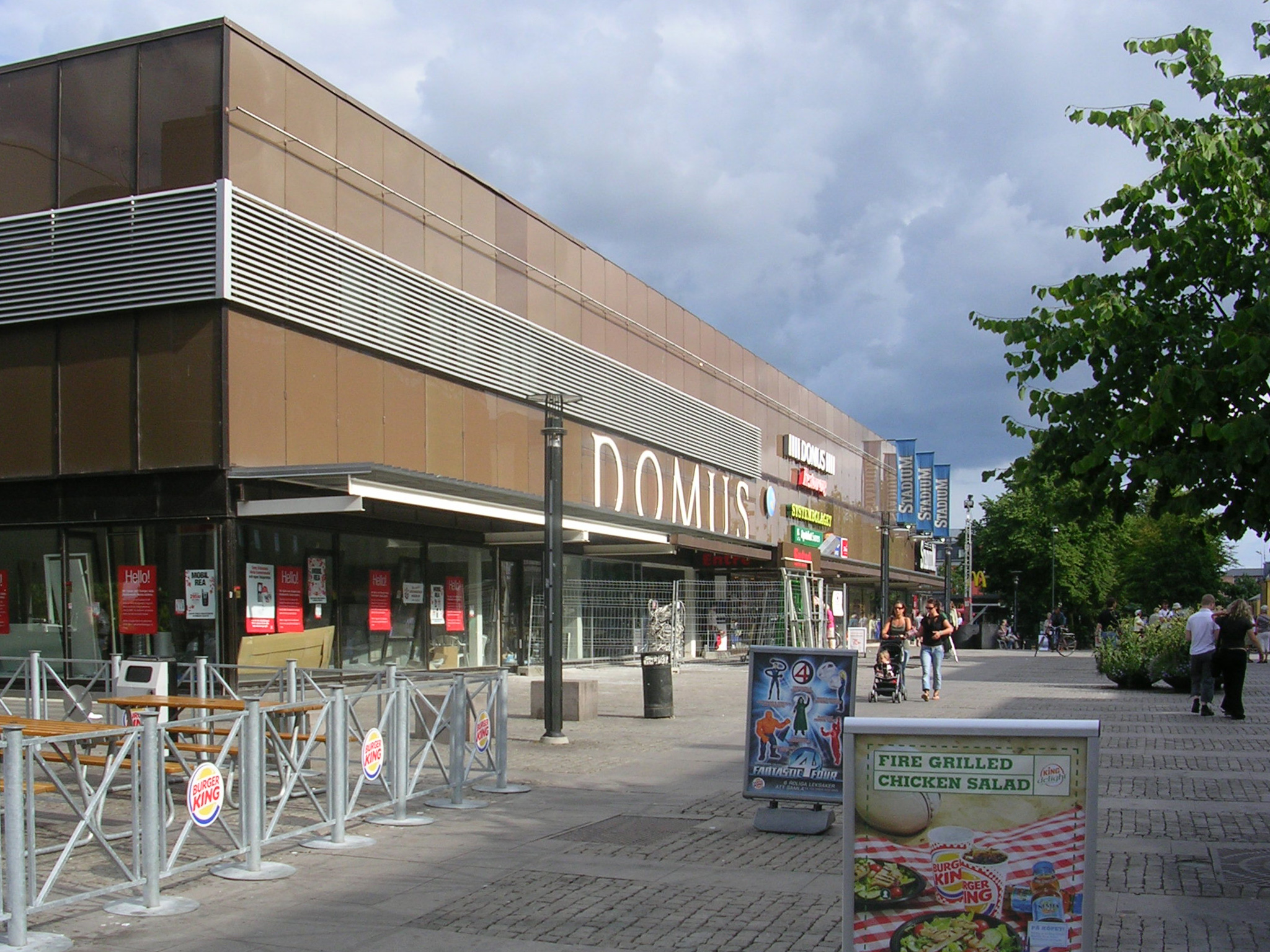
Domus in Kristianstad.

Domus (Latijn voor 'huis', 'thuis') was een Zweedse en Noorse warenhuisketen, die eigendom was van Kooperativa Förbundet (KF) en in Noorwegen van Norges Kooperative Landsforening. Het warenhuis was in Zweden actief tussen 1956 en 2012. Het eerste Noorse Domus-warenhuis werd geopend in 1968. In 2020 zijn er nog een aantal warenhuizen in Noorwegen als onderdeel van Coop Norges.

## Geschiedenis
Een eerste poging tot coöperatieve warenhuizen was Forum, dat in 1953 in Uppsala werd geopend. In 1956 werd de Svenska varuhusföreningen (Zweedse warenhuisvereniging) opgericht, die bestaande warenhuizen zou overnemen en nieuwe zou oprichten om zodoende een coöperatieve warenhuisketen te creëren. Deze coöperatie werd Domus genaamd. De eerste Domus-warenhuizen waren herontwikkelde winkels in Ystad (voorheen warenhuis Schultz) en Skara (voorheen warenhuis Assbecks), evenals het nieuw gebouwde warenhuis Domus Katrineholm.
Daarna nam het aantal Domus-warenhuizen toe en waren er op het hoogtepunt meer dan 200 filialen. Oude warenhuizen werden gesloopt om plaats te maken voor de nieuwe, grote warenhuizen. De grootte en het gevelontwerp van de gebouwen zijn vaak bekritiseerd omdat ze niet waren aangepast aan de omgeving waarin ze werden gebouwd.
In 1966 besloot Konsum Stockholm dat hun tien Kvickly-winkels zouden worden omgenaamd naar Domus.
In de jaren tachtig werden de Domus-warenhuizen uitgefaseerd en werden nieuwe concepten uitgeprobeerd. In 1988 begon Konsum Stockholm om het Domus-warenhuis Skärholmen om te vormen tot een winkelcentrum met verschillende winkelketens. In 1990 besloot Konsum Stockholm om de Domus-warenhuizen die het had verlaten om te bouwen volgens een soortgelijk concept. Het was toen de bedoeling dat het winkelcentrum een model zou zijn voor de ombouw van andere Domus-warenhuizen in het land. In 1990 werd KF Varuhusutveckling opgericht om de organisatie bij te staan bij de veranderingen.
Veel warenhuizen werden omgebouwd tot winkelcentra in combinatie met gemakswinkels. Sommige Domus-filialen, voornamelijk in middelgrote steden, werden omgevormd tot andere concepten zoals Konsum Stormarknad en Robin Hood. De opheffing was gemakkelijker in de gebieden waar de winkelactiviteiten van de consumentenverenigingen begin jaren negentig door KF zouden worden overgenomen. De laatste warenhuizen onder eigen beheer van KF werden halverwege de jaren negentig gesloten. Dit gold vooral voor de consumentenverenigingen die in grote steden actief waren. In andere delen van het land overleefde Domus wat langer.

### De laatste Domus-warenhuizen
Domus in Östersund werd in 2009 omgebouwd tot een winkelcentrum. In hetzelfde jaar sloot het warenhuis in Kiruna, waarna alleen de Domus-filialen in Oskarshamn en Kristianstad overbleven. Het warenhuis in Oskarshamn werd in 2012 echter omgevormd tot warenhuis Coop. In datzelfde jaar sloot Domus in Kristianstad haar afdelingen voor kleding en huisraad. Het pand werd verkocht aan Steen & Strøm, die in oktober 2013 de eerste fase van Galleria Boulevard voltooide, net ten noorden van het Domus-pand in hetzelfde blok. Het was de bedoeling dat het winkelcentrum met zo'n 70 winkels in het voorjaar van 2015 volledig opgeleverd. De sluiting van Domus in Kristianstad betekende het definitieve einde van het Domus-tijdperk in Zweden.